# Fudōshin

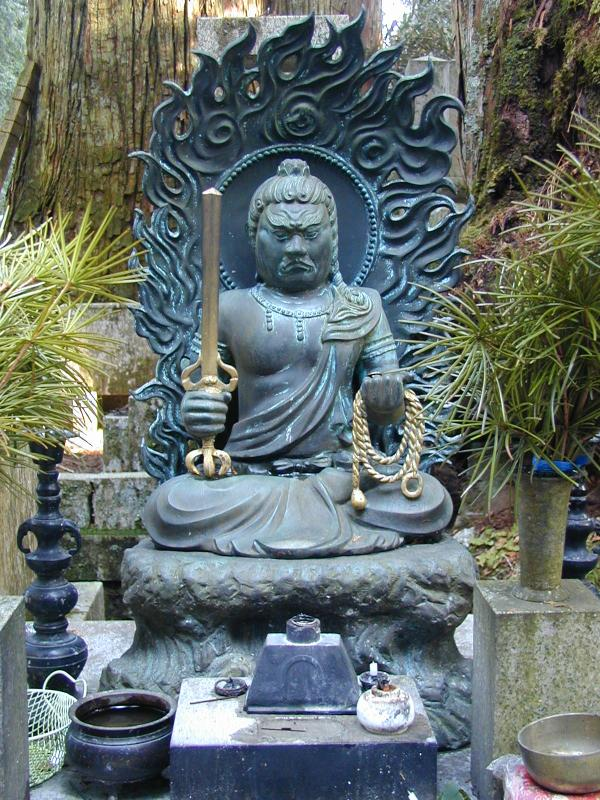
Estatua de Fudo Myo-o.

Fudōshin (en japonés: 不動心) es un estado de ecuanimidad o imperturbabilidad (literal y metafóricamente: mente inmóvil o corazón inmóvil y se encuentra frecuentemente en el budismo zen, el sintoísmo y el camino del guerrero o Bushidō.

## Mente y corazón
El término está compuesto de tres ideogramas. El primero “fu” es negación; el segundo “do” es movimiento y el tercero, "shin" o “kokoro” es corazón.
Shin o kokoro, puede traducirse literalmente como corazón, pero la traducción no es exacta. En el lenguaje japonés ordinario, Kokoro podría referirse a todo el mundo interno, incluyendo pensamientos y sentimientos. El sentido en que se le utiliza en filosofía y artes tradicionales se acerca más a la noción de mundo interno profundo. Kokoro es una realidad a la que los seres tenemos acceso directo y la podemos sentir, vivir, si nos sumergimos realmente dentro de nosotros. Aquellos quienes estimen que el “espíritu” también se puede experimentar de ese modo podrán traducir “kokoro” por espíritu.

Podemos alcanzar el Fudoshin cuando somos capaces de elevar al máximo nuestro nivel de percepción (...), cuando logramos una buena relación entre nosotros y el espacio, con la mente libre y en calma.
Giuseppe Ruglioni.

La tranquilización del corazón, la unificación que nos pone en contacto con una realidad expandida, ya no somos nuestra “mente analítica” que opera con miedos, ansiedades y pasiones, que opera paradójicamente intentando controlar descontroladamente, que todo lo perturba, a la que todo perturba y nunca está satisfecha. La mente nos puede llevar por caminos de juicio y tremenda insatisfacción. 
Un antiguo poema japonés dice: “Aunque soplen los ocho vientos, la luna del cielo permanece inmutable”.